# Епархия Новой Англии
Епа́рхия Но́вой А́нглии (англ. Diocese of New England) — епархия Православной церкви в Америке на территории штатов Коннектикут, Мэн, Массачусетс, Нью-Хэмпшир, Род-Айленд, Вермонт.
В ведении архиерея несколько раз также находилася Албанская архиепископия. Кафедральный город — Хартфорд. Кафедральный собор — Троицкий (Бостон).

## История
На территорию епархии православие пришло в 1894 году, когда в Бриджпорте группа греко-католиков во главе с Алексием Товтом присоединилась к православию. Абсолютное большинство приходов основано мигрантами с территорий современных Украины и Беларуси.
В 1971 года в ПЦА были приняты Албанские приходы, организованные как отдельная экстерриториальная епархия; управляющий этой епархией епископ получил титул Бостонской. Одновременно, территориальная епархия в пределах Новой Англии получила новую кафедру в Хартфорде и стала именоваться Хартфордской.
В 1979 году Бостонская (албанская) и Епархия Новой Англии были объединены, но в 1983 году опять разделены.
В октябре 2005 года Архиерейский Синод избрал епископа Бостонского и Албанского Никона также Хартфордским и Ново-Английским, таким образов снова объединив епархии.

## Епископы
Бостноская епархия
- Макарий (Ильинский) (10 — 13 октября 1935)
- Димитрий (Маган) (10 мая 1949—1951)

Епархия Бостона и Новой Англии
- Дионисий (Дьяченко) (1951 — 17 декабря 1956)
- Ириней (Бекиш) (14 июня 1960 — 23 сентября 1965)
- Сильвестр (Харунс) (1966—1971) в/у, архиеп. Монреальский

| Епархия Бостона - Стефан (Ласко) (14 октября 1971 — 30 апреля 1975) - Марк (Форсберг) (1975—1979) в/у, священник                 | Епархия Хартфорда и Новой Англии - Сильвестр (Харунс) (1971—1972) в/у, архиеп. Монреальский - Димитрий (Ройстер) (19 октября 1972 — 1 июля 1978) - Герман (Свайко) (1978) в/у, еп. Вилкс-Бэррийский                      |
| Епархия Бостона и Новой Англии - Марк (Форсберг) (10 ноября 1979 — январь 1983)                                                  | |
| Епархия Бостона - Феодосий (Лазор) (1984 — 2 апреля 2002) в/у, митр. всей Америки и Канады - Никон (Лайолин) (с 22 октября 2003) | Епархия Хартфорда и Новой Англии - Иов (Осацкий) (29 января 1983 — 5 ноября 1992) - Феодосий (Лазор) (1992 — 2 апреля 2002) в/у, митр. всей Америки и Канады - Никон (Лайолин) (? — 17 декабря 2005) в/у, еп. Бостонский |

Епархия Бостона и Новой Англии
- Никон (Лайолин) (17 декабря 2005 — 1 сентября 2019)
- Тихон (Моллард) (10 сентября 2019 — 11 ноября 2022) в/у, митр. всей Америки и Канады

Епархия Хартфорда и Новой Англии
- Тихон (Моллард) (11 ноября 2022 — 2 декабря 2023) в/у, митр. всей Америки и Канады
- Венедикт (Черчилль) (с 2 декабря 2023)

## Благочиния
- Благочиние Бостона
- Благочиние Коннектикута
- Северное благочиние